# Islam Mohareb
Islam Mohareb (tiếng Ả Rập: اسلام محارب) (sinh ngày 1 tháng 1 năm 1992 Cairo, Ai Cập) là một cầu thủ bóng đá người Ai Cập thi đấu ở vị trí tiền vệ chạy cánh phải cho câu lạc bộ tại Giải bóng đá ngoại hạng Ai Cập Al-Ahly.